# Чон Нам Сик
У цьому корейському імені прізвище (Чон) стоїть перед особовим ім'ям.
Чон Нам Сик (кор. 정남식, 16 лютого 1917, Кімдже — 5 квітня 2005) — південнокорейський футболіст, що грав на позиції нападника, зокрема, за «Босунг Колледж» та «Дефенс Сек'юриті Комманд», а також національну збірну Південної Кореї. По завершенні ігрової кар'єри — тренер.

## Клубна кар'єра
У футболі дебютував виступами за команду «Босунг Колледж».
Своєю грою за цю команду привернув увагу представників тренерського штабу клубу «Чосон Індустрієс», до складу якого згодом і приєднався.
Ще згодом перейшов до лав клубу «Чосон Текстиль», а трохи пізніше — «Дефенс Сек'юриті Комманд», де і завершив кар'єру футболіста.
| Дата      | Місто    | Господарі      | Результат | Гості          | Турнір             | Голи | Примітки |
| --------- | -------- | -------------- | --------- | -------------- | ------------------ | ---- | -------- |
| 2-8-1948  | Лондон   | Південна Корея | 5 – 3     | Мексика        | ОІ 1948            | 1    |          |
| 6-8-1948  | Лондон   | Швеція         | 12 – 0    | Південна Корея | ОІ 1948            | -    |          |
| 2-1-1949  | Гонконг  | Південна Корея | 2 – 3     | Китай          | товариський матч   | -    |          |
| 11-4-1953 | Сінгапур | Сінгапур       | 1 – 3     | Південна Корея | товариський матч   | -    |          |
| 19-4-1953 | Сінгапур | Сінгапур       | 0 – 0     | Південна Корея | товариський матч   | 1    |          |
| 24-4-1953 | Сінгапур | Сінгапур       | 0 – 0     | Південна Корея | товариський матч   | -    |          |
| 30-4-1953 | Сінгапур | Індонезія      | 1 – 3     | Південна Корея | товариський матч   | 1    |          |
| 7-3-1954  | Токіо    | Японія         | 1 – 5     | Південна Корея | Відбір до ЧС 1954  | 2    |          |
| 14-3-1954 | Токіо    | Південна Корея | 2 – 2     | Японія         | Відбір до ЧС 1954  | 1    |          |
| 2-5-1954  | Маніла   | Гонконг        | 3 – 3     | Південна Корея | Азійські ігри 1954 | -    |          |
| 4-5-1954  | Маніла   | Південна Корея | 8 – 2     | Афганістан     | Азійські ігри 1954 | 1    |          |
| 7-5-1954  | Маніла   | Бірма          | 2 – 2     | Південна Корея | Азійські ігри 1954 | -    |          |
| 8-5-1954  | Маніла   | Тайвань        | 5 – 2     | Південна Корея | Азійські ігри 1954 | -    |          |
| 17-6-1954 | Цюрих    | Угорщина       | 9 – 0     | Південна Корея | ЧС 1954 - 1-й етап | -    |          |
| Усього    |          | Матчів         | 14        |                | Голів              | 7    |          |

## Кар'єра тренера
Розпочав тренерську кар'єру, повернувшись до футболу після тривалої перерви, 1965 року, очоливши тренерський штаб національної збірної Південної Кореї. Досвід тренерської роботи на тому і обмежився.
Помер 5 квітня 2005 року на 89-му році життя.

## Титули і досягнення
- Срібний призер Азійських ігор: 1954